# Furst Jaroslav den vises orden
Furst Jaroslav den vises orden (ukrainska: орден князя Ярослава Мудрого) är en ukrainsk orden som grundades av Ukrainas president Leonid Kutjma år 1995. Ordens signum designades av en ukrainsk professor i konst, Valeri Sjvetsov.
Utmärkelsen tilldelas för en exceptionell tjänst för den ukrainska staten eller dess folk. Mottagaren behöver inte vara en ukrainsk medborgare.

## Insignier
- Kedjan består av sjutton sammanlänkade medaljonger, varav fyra föreställer en oval inuti viken Ukrainas riksvapen villar ovanpå två korslagda ukrainska flaggor, fem föreställer en oval inuti vilken placerats en blå glob på vilken den stiliserad bokstaven "Ѧ" (juh) i guld, åtta föreställer blommor i dem ukrainska nationalfärgerna. Kedjan är av förgyllt silver och är täkt av gul och blå emaljering. Kedjan bärs över axlarna.
- Kraschanen finns i två modeller. Storkorsets bröstkraschan består av en åttauddig stjärna från vilkens centrala disk utgår strålar, i dess centrala glob den stiliserade bokstaven "Ѧ"  i guld på blå bakgrund. Av samma utformning fast av mindre storlek storkorsets kraschan at bäras från axelband.
- Ordenstecknet är ett blått kors med avrundade armslut i vinklarna den inverterade bokstaven "Ѧ" i blå emalj med en blå glob på vilken är anbragt ett porträtt av Jaroslav I av Kiev med omskriften "Ярослав Мудрий" (Jaroslav den vise). Ordenstecknet finns i två storlekar.
- Ordensbandet är av en enfärgad himmelsblå för dem femte och fjärde graderna, samt av densamme färg med gula kanter för resterande ordensgraderna.

## Grader[5]
| Släpspänne | Ordenstecken | Kraschan | Ordensgrad                              |
| ---------- | ------------ | -------- | --------------------------------------- |
|            |              |          | Storkors (Första klassen)               |
|            |              |          | Kommendör med kranschan (Andra klassen) |
|            |              |          | Kommendör (Tredje klassen)              |
|            |              |          | Riddare med eklöv (Fjärde klassen)      |
|            |              |          | Riddare (Femte klassen)                 |